# Acer tibetense
Acer tibetense är en kinesträdsväxtart som beskrevs av Fang. Acer tibetense ingår i släktet lönnar, och familjen kinesträdsväxter. Inga underarter finns listade i Catalogue of Life.